# Scottsdale (Arizona)
Pour les articles homonymes, voir Scottsdale.
Scottsdale est une ville aisée du comté de Maricopa, dans l'État de l'Arizona, aux États-Unis. Elle se trouve dans la banlieue de Phoenix. Destination touristique prisée, sa population connaît depuis le début du XXIe siècle une très forte croissance (202 616 habitants en 2000, 241 488 en 2020 et une population estimée de 244 394 en 2023).

## Histoire
Un groupe de jeunes guidés par un prêtre de la paroisse Santa Maria Goretti prétendent avec reçu des messages de Jésus et de Marie à partir de 1987.

## Économie
Parmi les principaux employeurs de la ville se trouvent l'entreprise d'avis participatifs Yelp, le fonds d'investissement The Vanguard Group, le groupe pharmaceutique McKesson, la chaîne de pharmacies CVS Health et l'éditeur de logiciels franco-américain Axway. 

## Attractions et événements

### Golf
Avec plus de 330 jours de soleil par an, Scottsdale est une destination de choix pour le golf aux États-Unis et dans le monde. Le Robb Report a récemment[Quand ?] surnommé la ville « America's Best Place to Live for Golf ». On y trouve en effet plus de 200 lieux dédiés au golf. Scottsdale accueille le tournoi Waste Management Open organisé au Tournament Players Club, et en mars le tournoi Ping LPGA. C'est pour cette raison que de nombreux joueurs professionnels se sont installés dans la région de Scottsdale.
The Boulders Resort & Golden Spa et Four Seasons Resort Scottsdale at Troon North ont été élus en 2005 deuxième et quatrième destination pour le golf aux États-Unis par le Travel & Leisure Golf Magazine. On trouve entre autres parcours réputés dans la région Desert Mountain, Troon North, Grayhawk, et Desert Highlands.

### Événement équestre
- Le Scottsdale Arabian Horse Show, plus grand salon du cheval arabe, se tient annuellement à Scottsdale.

## Démographie
| 1920  | 1930  | 1950  | 1960   | 1970   | 1980   |
| ----- | ----- | ----- | ------ | ------ | ------ |
| 1 047 | 2 761 | 2 032 | 10 026 | 67 823 | 88 622 |

| 1990    | 2000    | 2010    | 2020    | - | - |
| ------- | ------- | ------- | ------- | - | - |
| 130 075 | 202 705 | 217 385 | 241 361 | - | - |

## Personnalités liées à la ville
- Emma Stone (actrice)
- Catherine Hicks (actrice)
- The Bella Twins (catcheuses)

## Scottsdale dans la fiction
Le climat et les décors de Scottsdale en ont fait une ville où de nombreux films ont été tournés, parmi lesquels :
- Tank Girl
- Wayne's World
- Arizona Junior
- Jolene

## Jumelages
- Marrakech (Maroc)

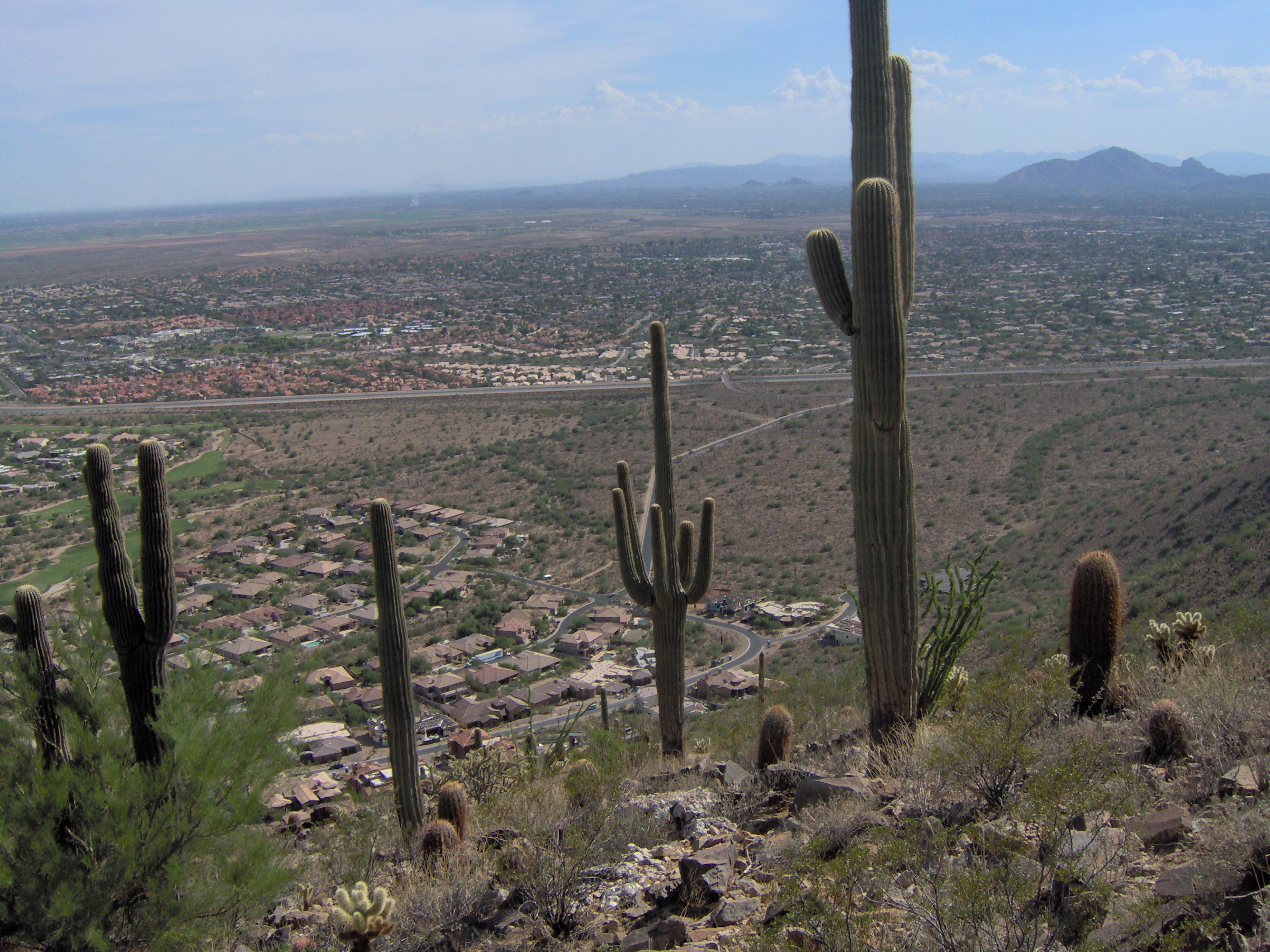
Scottsdale vu des collines.
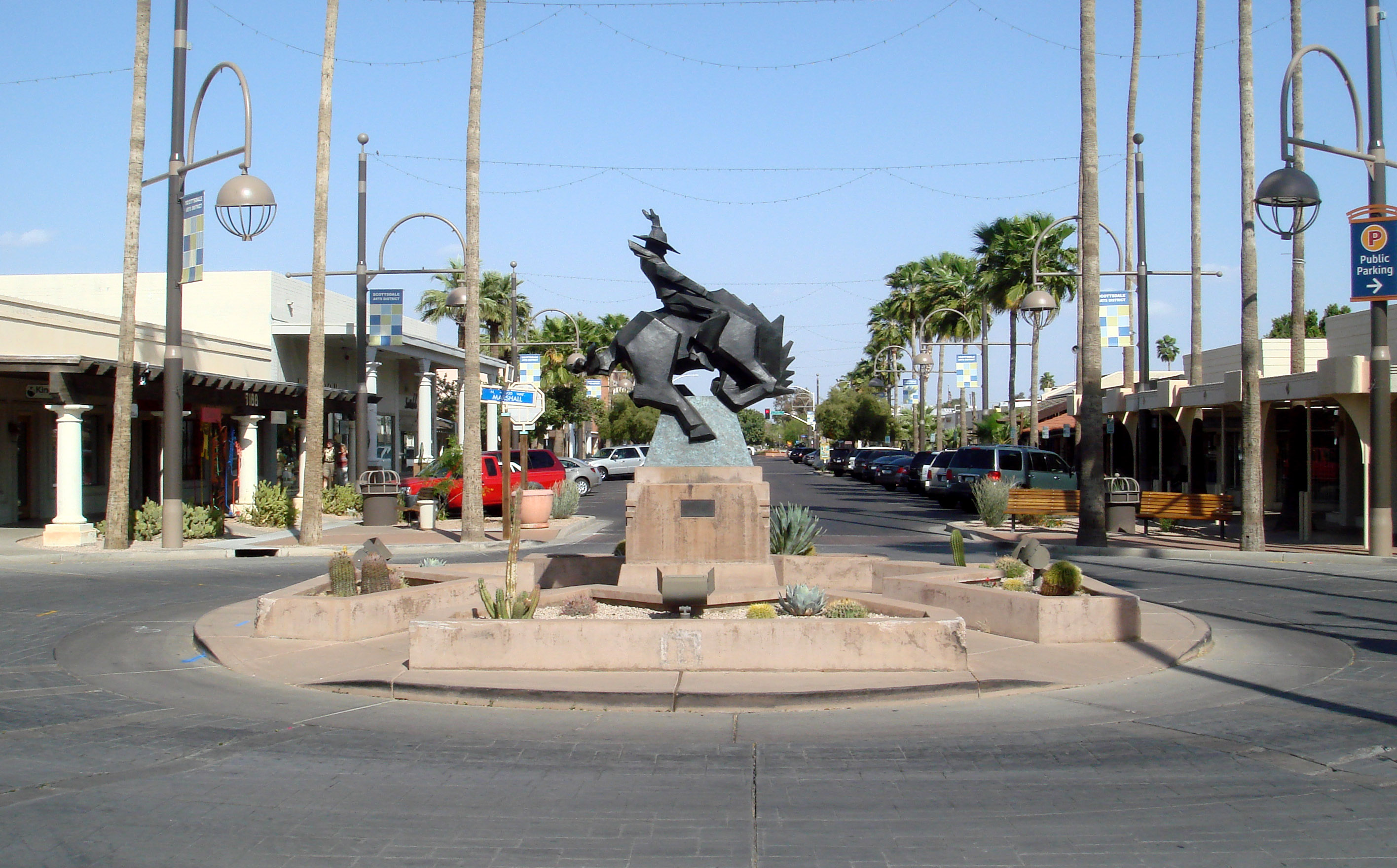
Scottsdale Arts District.
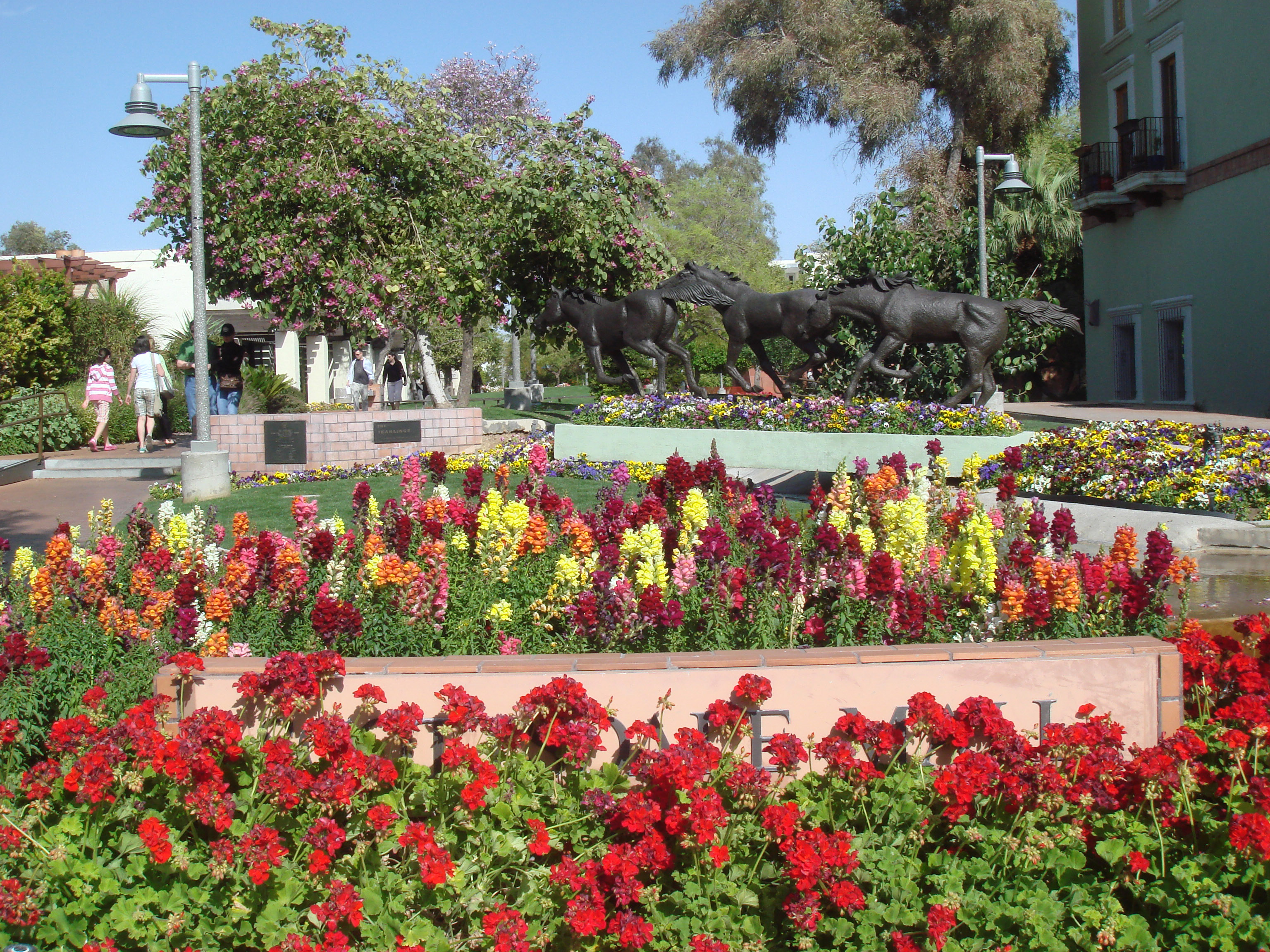
Old Town Scottsdale.
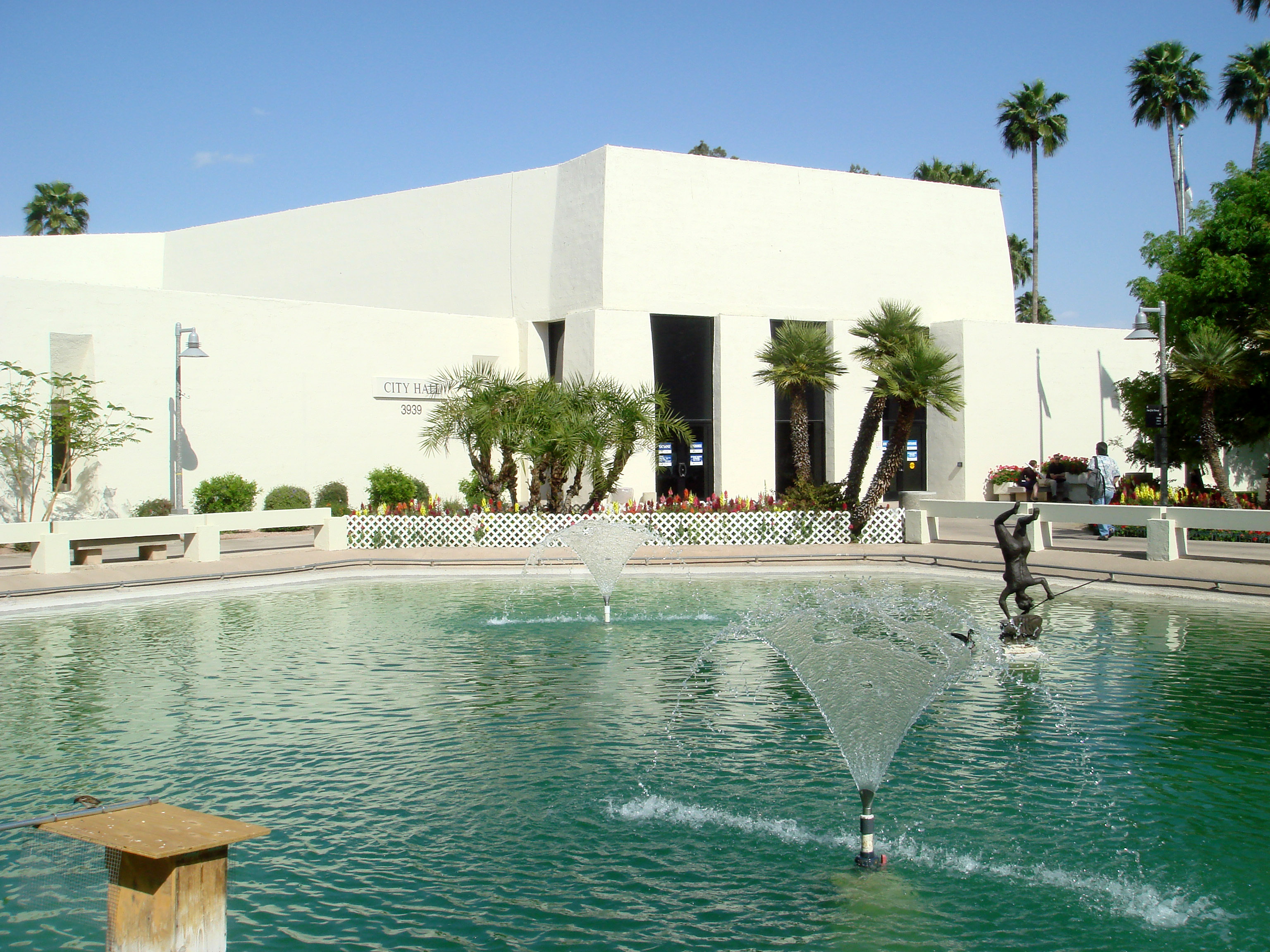
Scottsdale City Hall.